# Przegląd Filozoficzny
Przegląd Filozoficzny – pierwsze polskie czasopismo filozoficzne, wydawane od 1897 (choć oficjalną datą założenia jest 1898) do 1949 w Warszawie (w roku 1920 we Lwowie). Założone przez Władysława Weryhę. Od 1909 pod patronatem Polskiego Towarzystwa Filozoficznego; od 1918 wydawane przez Warszawski Instytut Filozoficzny; od 1930 przez Warszawskie Towarzystwo Filozoficzne. Wieloletnim redaktorem Przeglądu był Władysław Tatarkiewicz.
Przegląd Filozoficzny został rozwiązany przez władze w roku 1949 z powodu nadmiernej niezależności i wszechstronności; komunistycznym odpowiednikiem Przeglądu Filozoficznego miała być Myśl Filozoficzna, a następnie Studia Filozoficzne.
W 1992 pismo reaktywowano pod tytułem Przegląd Filozoficzny. Nowa Seria. Wydawane jest jako kwartalnik, początkowo przez Instytut Filozofii i Socjologii PAN, obecnie zaś przez Instytut Filozofii Uniwersytetu Warszawskiego. Redaktorem naczelnym jest Jacek Hołówka. W Przeglądzie publikowane są rozprawy, polemiki, przekłady, wywiady, recenzje, szkice popularyzatorskie oraz materiały archiwalne.